# Oriol sagnant
L'oriol sagnant (Oriolus cruentus) és una espècie d'ocell de la família dels oriòlids (Oriolidae).

## Hàbitat i distribució
Habita els boscos de les muntanyes de la Península Malaia, Sumatra, Java i nord de Borneo.

## Taxonomia
Alguns autors consideren la població de Java una espècie diferent de la resta:
- Oriolus cruentus (sensu stricto) - oriol sagnant de Java[2]
- Oriolus consanguineus (Wardlaw-Ramsay, 1881) - oriol sagnant d'Indonèsia[3]